# Bifonazol
A bifonazol (INN: bifonazole) gombaölő gyógyszer, a Canesten Plus és a Canesten Spray hatóanyaga.
Kétféle módon hat. Egyrészt a gombákban megakadályozza a 24-metilén-dihidrolanoszterol desmetilszterollá alakulását, másrészt gátolja a HMG-CoA-reduktáz enzim működését. Ettől van a bifonazolnak az összes többi gombaölő szertől különböző dermatofita-ellenes hatása (ezek a gombák okozzák a bőrgombásodások 80%-át). 

## Fordítás
Ez a szócikk részben vagy egészben  a   Bifonazole című angol Wikipédia-szócikk fordításán alapul.  Az eredeti cikk szerkesztőit annak laptörténete sorolja fel. Ez a jelzés csupán a megfogalmazás eredetét és a szerzői jogokat jelzi, nem szolgál a cikkben szereplő információk forrásmegjelöléseként.